# Supercoupe d'Europe de hockey sur glace
La Supercoupe IIHF est une ancienne compétition annuelle de hockey sur glace disputée entre les vainqueurs des 2 principales coupes d'Europe, organisée par la fédération internationale de hockey sur glace.
Elle est organisée pour la première fois en 1997 entre le 1er vainqueur de la Ligue européenne de hockey (EHL), qui vient de commencer, et le dernier champion de la Coupe d'Europe, qui est appelée à disparaître. Les 3 années suivantes, la compétition est reconduite, entre le champion de la EHL et celui de la Coupe continentale, avant de disparaître.

## Palmarès
| Saisons | Vainqueur               | Score      | Adversaire              | Lieu                 |
| ------- | ----------------------- | ---------- | ----------------------- | -------------------- |
| 1997    | TPS Turku               | 3–2        | Lada Togliatti          | Turku, Finlande      |
| 1998    | VEU Feldkirch           | 4–0        | HC Košice               | Feldkirch, Autriche  |
| 1999    | HC Ambrì-Piotta         | 2–0        | Metallourg Magnitogorsk | Ambrì, Suisse        |
| 2000    | Metallourg Magnitogorsk | 3–2 (a.p.) | HC Ambrì-Piotta         | Magnitogorsk, Russie |